# Phares de Nantucket Cliff Range
Les phares de Nantucket Cliff Range (en anglais : Nantucket Cliff Range Light) sont une paire de phare inactif situé au centre nord de l'île de Nantucket dans le Comté de Nantucket (État du Massachusetts).

## Histoire
Les feux de falaise de Nantucket, également connus sous le nom de feux de direction de falaise de Nantucket, étaient un ensemble de feu directionnel à Nantucket. Au fil des ans, il y a eu plusieurs feux de position permettant aux navires d'entrer dans le port de Nantucket. Les premiers ont été construits en 1838.
Les seconds, une paire de tours blanches coniques qui appartiennent encore à la famille Gilbreth de « Cheaper by the Dozen », bien que plus sur le même site, ont été abandonnés en 1912. La famille Gilbreth les a acheté en 1921 pour les mettre sur le terrain de leur résidence privée.

## Description
Les phares  sont une paire de tour en bois, dont la lumière brillait au travers les fenêtres. La tour est peinte en blanc.
Identifiant : ARLHS : USA-078 & USA-521.
|           |
| Nantucket |

|                      |
| Nantucket Rear Range |

### Lien connexe
- Liste des phares du Massachusetts